# 戴维斯黑粉菌
戴维斯黑粉菌（学名：Ustilago davisii）是属于黑粉菌目黑粉菌科黑粉菌属的一种真菌，寄生在甜茅属植物上。该种分布于中国、拉脱维亚、俄罗斯、波兰、匈牙利、罗马尼亚、摩洛哥、加拿大、美国等地。